# ガイナックス
株式会社ガイナックス（英: GAINAX Co., Ltd.）は、かつてアニメ制作会社として活動していた日本の企業。

## 概要
1984年12月、アニメーション映画『王立宇宙軍 オネアミスの翼』の制作を目的として設立された。社名は島根県の東部（出雲地方）、鳥取県の西部（伯耆地方）の方言（雲伯方言）で「大きい、凄い」という意味の「がいな」に未知を表す「X」をつけたものである。
テレビアニメ『新世紀エヴァンゲリオン』『ふしぎの海のナディア』や、OVA『トップをねらえ!』などが代表作として知られているほか、1980年代末からコンピュータゲームの制作と販売も行い、『プリンセスメーカー』シリーズなどのヒット作品を残した。
アニメーション制作の多くは共同制作名義で他社へ委託する形をとっていたが、2004年開始のシリーズOVA『トップをねらえ2!』で制作部門を立ち上げ、2015年の『放課後のプレアデス』（テレビシリーズ版）まで自社単独名義による元請制作を手がけたほか、他社のテレビシリーズのグロス請けも行っていた。
しかし、主要制作スタッフの退社独立や旧経営陣による会社の私物化により2010年代に陥った経営難に伴い、『新世紀エヴァンゲリオン』『フリクリ』などの多くの作品の版権が他社に移っている。2016年には『新世紀エヴァンゲリオン』の版権を保有するカラーによって、滞納した版権使用料1億円の支払いを求める訴訟を起こされ、2017年にガイナックスに対して支払いを命じる判決が確定した。その後、後任として就任した社長が就任早々に未成年淫行で逮捕されるなどの不祥事により運営能力を喪失、カラーの支援の下で経営再建を行ったが、旧経営陣が株主として残っていた事から高額負債解消には至らず、債権回収会社から債権請求訴訟を提訴された事を受け、2024年5月29日に東京地方裁判所へ破産手続開始の申立を行い、受理された。同年6月5日付で東京地方裁判所の破産手続開始決定がなされた。負債総額は約3億8000万円。

## 作風
最終話サブタイトルにSF小説の題名を流用している作品が多い。『新世紀エヴァンゲリオン』はハーラン・エリスンの『世界の中心で愛を叫んだけもの』のもじり、『天元突破グレンラガン』はフレドリック・ブラウンの『天の光はすべて星』、『放課後のプレアデス』はネヴィル・シュートの『渚にて』を引用している。

## 歴史

### 草創期
1981年の日本SF大会「DAICON 3」のオープニングアニメーションに関わり、大阪府門真市の海洋堂の常連でもあった岡田斗司夫、武田康廣、赤井孝美、山賀博之、庵野秀明、村濱章司ら関西の学生は、その後も「DAICON FILM」として映像制作を行った。このうち、「DAICON 3」後に大学を中退した岡田と武田は1982年2月、大阪市天王寺区にSFグッズを扱う専門店「ゼネラルプロダクツ」を開業し、DAICON FILMと密接な関係を持ちながら活動。経営が軌道に乗ったところで岡田に山賀が「プロになる」ことを持ちかけ、ゼネラルプロダクツが岡田と山賀に200万円の活動資金を提供する形を取って1983年9月、OVA向け長編アニメーション『王立宇宙軍』の企画を開始した。

### 『王立宇宙軍 オネアミスの翼』制作
ゼネプロ社内における不倫発覚で大阪を追われ1984年秋に上京した岡田と、ゼネラルプロダクツおよびDAICON FILMメンバー、テレビアニメ『レンズマン』プロデューサーの井上博明によって同年12月24日、『王立宇宙軍』の制作スタジオとしてガイナックスを設立した。約4分の『王立宇宙軍』パイロットフィルムを制作し、1985年4月に完成した。岡田はこのパイロットフィルムと企画書を、DAICON FILM時代に自主製作特撮映画販売でつながりのあったバンダイに持ち込んで出資を取り付け、劇場用映画『王立宇宙軍 オネアミスの翼』として制作し、1987年3月に公開した。

### 『トップをねらえ!』のヒットとゲーム業界参入
ガイナックスは『王立宇宙軍』が完成すると同時に解散する予定であったが、同作品の制作費が過大で予算超過分が同社の負債となったため、返済のために経営を継続することとなった。
1988年には庵野の初監督作となったOVA『トップをねらえ!』を制作し好評だったが、同作品も制作費が過大となって負債がさらに拡大した。1989年から1990年にかけては、池沢さとしが「週刊プレイボーイ」に連載した漫画『ビートショット!!』と『サーキットの狼II モデナの剣』のアニメーション制作に参加した。
赤井は、コンピュータゲームのファンがアニメ・特撮のファンと通ずることがあることに気づき、自分たちの技能を生かしてコンピュータゲームを作りたいと岡田に提案する。1989年7月15日、ガイナックスは脱衣ゲーム『電脳学園』を発売。同作は大ヒットとなりシリーズ化された。次に岡田たちは人気漫画『サイレントメビウス』をコンピュータゲーム化し、こちらも成功を収める。パソコン雑誌『I/O』編集部の柏原康雄を迎え入れ、本格的にゲーム制作に乗り出す。1991年の『プリンセスメーカー』は、育成シミュレーションゲームジャンルの先駆けとして大ヒットした。
また、ショップ時代のゼネラルプロダクツの利用者の一人で、当時MSX用ゲームを趣味で開発していたみんだ☆なお（眠田直）を開発スタッフとして招き『バトルスキンパニック』が発売された。ゲームの制作もアニメと同様の体制で行われており、10人ほどのチームの中にグラフィック班とプログラム班に分かれていた。ディレクターはローテーション制であり、グラフィックを作品ごとに分けるということはなかった。また、ゲーム版『サイレントメビウス』のように、社内アニメーターに原画を発注し、出来上がった原画をスキャナで取り込んで調整するというケースもあった。『新世紀エヴァンゲリオン』（以下：『エヴァンゲリオン』）で大ヒットした後も、『エヴァと愉快な仲間たち 脱衣補完計画!』といったアダルトゲームの開発が行われることもあった。

### 『ふしぎの海のナディア』のヒット
1990年4月放映開始のテレビアニメ『ふしぎの海のナディア』（グループ・タック・世映動画共同制作）は、NHKで全国放送され、アニメ雑誌の表紙や巻頭特集を度々飾り、人気投票でも1位を取るなど話題を集めた。ただし、このアニメにおけるガイナックスはアニメーション協力という立場での参加であるにもかかわらず、制作費が過剰になったことで赤字になった。1991年発表のOVA『1982おたくのビデオ』『1985続・おたくのビデオ』は、1970年代末から1980年代前半のアニメブームを背景として活躍したDAICON FILM時代のガイナックスメンバー自身をパロディ化し、こちらも好評を集めた。

### ゼネプロの合併、スタッフの独立（GONZO）
1992年2月、ゼネラルプロダクツはワンダーフェスティバルの権利を海洋堂に委譲しガイナックスと合併した。同年9月には中核メンバーだった村濱章司、前田真宏、山口宏、樋口真嗣らが退社し、GONZOを設立した。岡田もこの年に代表取締役を辞任して退社し、澤村武伺が後任の代表取締役となった。

### 『新世紀エヴァンゲリオン』のヒットと粉飾決算事件
1992年の岡田退社以降、『王立宇宙軍』の続編となるアニメ映画『蒼きウル』の制作がはじまるが、予算の問題から作業序盤で中断を余儀なくされ、未完に終わった。庵野はキングレコードの大月俊倫と共に新たにロボットアニメの企画を立ち上げ、1995年10月放送開始のテレビアニメ『新世紀エヴァンゲリオン』（竜の子プロダクション共同制作）を手がけた。
同作はアニメーションの枠を乗り越えて社会現象を巻き起こし、ガイナックスは一躍脚光を浴びたものの、製作委員会への出資をしていなかったため、ヒットに伴ってガイナックスと庵野が受け取った追加報酬は、庵野の監督および脚本の印税だけだった。ガイナックスは『エヴァンゲリオン』の制作終了で主立った業務がなくなったことから再び経営危機に直面し、鶴巻和哉による新作アニメ（後の『フリクリ』）の企画も進まなかったが、庵野がテレビアニメ『彼氏彼女の事情』を企画。1998年に放送された。
こうした状況を受け、1997年に製作委員会がエヴァンゲリオン関連商品の窓口をガイナックスに移したことから、各種グッズの版権収入が恒常的に直接ガイナックスに入るようになった。これが企画や事業のコスト、責任を問わない浪費体質が定着した原因となったと後年庵野は指摘している。
1999年、ガイナックスと代表取締役の澤村は、所得隠しにより5億8000万円を脱税したとして東京国税局から告発され、澤村は2000年に代表取締役を辞任し退社した。

### 山賀社長就任

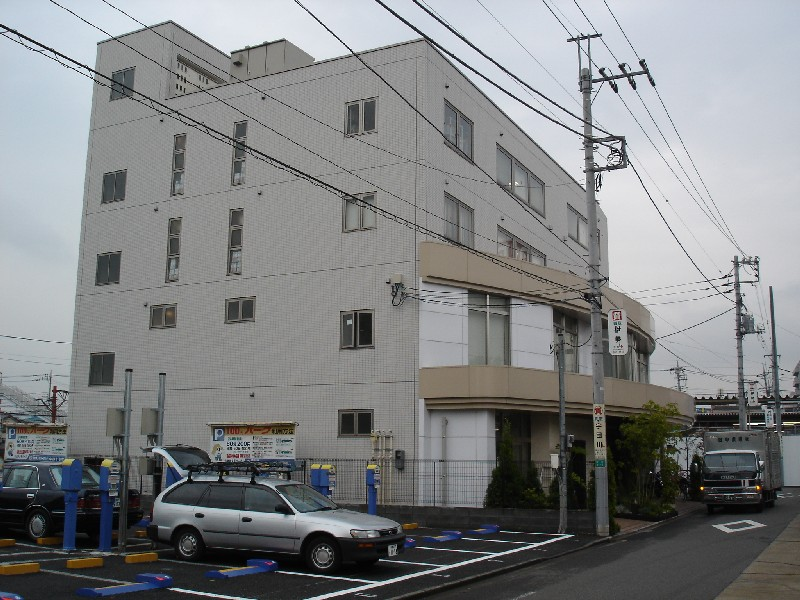
東京都小金井市本町6丁目時代のガイナックス入居ビル（2003年 - 2006年、現・イトーヨーカドー武蔵小金井店の一部）

辞任した澤村に代わり、もう1人の代表取締役だった山賀が社長を引き継いだ。2003年には本社を武蔵野市中町2丁目から小金井市本町6丁目に移転する。この時期、『エヴァ』関係の収入が減る中、毎月のように資金繰りのショートが指摘されるようになっており、のちの2004年には取引先である大手2社の増資と『エヴァンゲリオン』のパチンコ化による収入を得て持ち直した。武蔵小金井駅南口第1地区第一種市街地再開発事業に伴い、2006年には小金井市梶野町1丁目に設けた仮設社屋に再移転した。
脱税事件後、2001年には『まほろまてぃっく』でシャフトとの共同制作を開始、2003年には『プリンセスメーカー』のアニメ化作品である『ぷちぷり*ユーシィ』（AIC共同制作）を発表するなど、他社との共同制作でテレビアニメシリーズの元請実績を重ね、OVA『フリクリ』（2000年 - 2001年、プロダクションI.G共同制作）も話題作となった。同時期、『熱風海陸ブシロード』のアニメーション制作を担当予定することが発表されたが、原作者の死去に伴い企画自体が凍結となった。2004年から2006年にかけて、ガイナックス設立20周年記念作品として単独元請のOVAシリーズ『トップをねらえ2!』を発表した。このほかにも、同社は韓国のアニメ映画『ワンダフルデイズ』の日本語吹き替え版の制作や、コンピュータゲーム『グラップルガイア』の制作・販売も行っていた。

### 庵野の独立（カラー）
一方、庵野は脱税事件をきっかけに取締役に就任して経営改革に乗り出したものの、給与体系や社内システムの改善を進言しても自身の意見は顧みられず、なお続くガイナックスの放漫経営に強い不信感を抱いた。庵野は自身の意思を経営に反映し、スタッフに資金を分配できる場が必要だと考え、2006年、ガイナックス取締役を辞任し一般社員となり、同年9月には映像制作スタジオ「カラー」を設立した。翌年にはガイナックスを正式に退社する。庵野に追随して主力スタッフの鶴巻和哉、摩砂雪らもカラーへ移籍した。
この時、庵野とガイナックスの話し合いで、『エヴァンゲリオン』の原作者が庵野と位置付けられ、版権もカラーが持つ形となった。あわせて、ガイナックスは、カラーとの間に商品化契約を締結し、『エヴァ』の版権管理と商品化窓口を引き受けることになった。このロイヤリティー配分と手数料が当時のガイナックスには大きな収入となり、そこから使用料をカラーに支払うとの契約が結ばれた。
以降、庵野はカラーで『ヱヴァンゲリヲン新劇場版:序』を制作し、2007年9月に公開。以降の『新世紀エヴァンゲリオン』再構築シリーズ（ヱヴァンゲリヲン新劇場版）は、カラーの自己資金で製作が続く。ガイナックス社内の方針転換などもあって、カラーが『ヱヴァンゲリヲン新劇場版:破』を制作していた2008年ごろから双方の関係は変わり、『エヴァンゲリオン』関連の収益配分の割合は減っていたものの、ガイナックスは同作品群による収入を得続けていた。

### 『グレンラガン』制作と主力スタッフの独立（トリガー）
2000年代後半、ロボット物のオリジナルテレビシリーズおよび劇場用アニメの企画が立ち上がった。その後、仕切り直しとなり、劇作家の中島かずきが起用されたことから、若手スタッフの一人である今石洋之が監督に立候補し、『天元突破グレンラガン』が制作された。当時、主力のスタッフはガイナックス創立20周年記念のOVA『トップをねらえ2!』シリーズを制作していたため、テレビシリーズの制作は当初若手スタッフが中心となって行い、ガイナックス初の単独元請テレビシリーズとして2007年にテレビ放映されヒット作となった。
ただし、同作の第4話放映後、一部の視聴者から批判的な意見が公式ブログなどに投稿された際、これらの意見に反発した女性社員が、mixiの日記に視聴者に対しての批判的な意見を書き込んでいたことが発覚し、ネット炎上が発生。批判はより大きくなった。さらに、この日記に同調するコメントをつけたmixiユーザーの中に、取締役の赤井がいた事が判明し、最終的に赤井が取締役を辞する事態へと発展した。
今石は2010年放送の『パンティ&ストッキングwithガーターベルト』も手がけたが、翌2011年8月、今石と大塚雅彦はガイナックスを退社してアニメ制作スタジオ「トリガー」を設立した。これに追随する形で庵野退社後の主力スタッフだったすしお、吉成曜、貞方希久子、山口智、錦織敦史、上村泰らが同年秋までに退社した。

### 2012年：ガイナックス経営悪化と地方子会社の設立

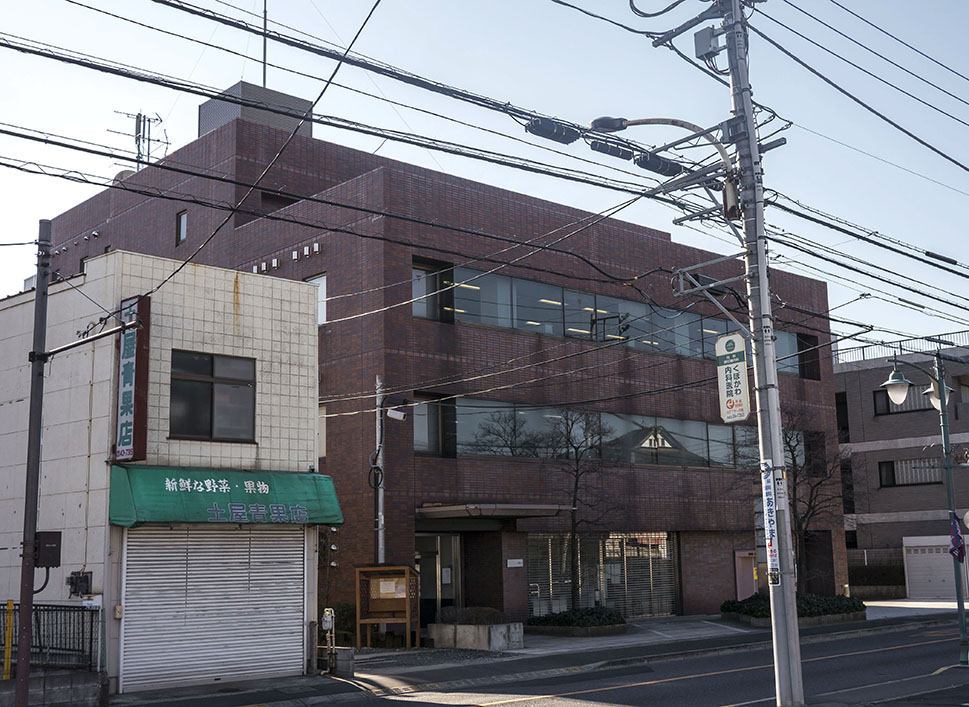
東京都三鷹市下連雀時代のガイナックス入居ビル（2011年 - 2016年）

2010年にはCG制作プロダクションの「吉祥寺トロン」が子会社として設立された。
2011年1月、本社を小金井市梶野町から三鷹市下連雀の旧・春日電機株式会社本社ビルに移転し、同年2月には富士重工業（現・SUBARU）との共同アニメプロジェクトの「第1弾」をうたった『放課後のプレアデス』（ウェブアニメ版）を配信した。奈良市の映像プロダクション経営者の浅尾芳宣がガイナックスに参画し、「吉祥寺トロン」の代表取締役となり、アニメ制作に携わるようになる。さらに、2013年に行われたインディーズアニメーションのコンテスト「第9回吉祥寺アニメーション映画祭」においては、ガイナックスの名を冠した賞が設けられたほか、浅尾が審査員として加わった。
だが、ガイナックスは『パンティ&ストッキングwithガーターベルト』以後、ヒット作を得られず、2012年ごろから再び経営が悪化する。2024年に経営破綻したときのプレスリリースによると、当時の経営陣の会社を私物化したかのような運営が原因だと説明。見通しの甘い飲食店経営、CG会社設立、運営幹部個人への高額の無担保貸付、ロイヤリティ未払いによる委員会除名などで、経済状態が悪化したと指摘している。
他方でガイナックスは、2014年から2016年にかけて「ガイナックス」の名前を使った子会社を、当時の役員らの出身地やゆかりの地方に設立していく。
まず、2011年、赤井の出身地鳥取県米子市に、赤井が代表を務める「ヨナゴフィルム」を開設し、同市主催の映画祭『米子映画事変』の事業を始めた。さらにこれを母体に2014年、子会社「米子ガイナックス」（代表・赤井孝美）を設立した。続いて、2014年11月、福島県三春町「福島ガイナックス」(代表・浅尾芳宣）、2016年4月、神戸市「GAINAX WEST」(代表・武田康廣）、同年7月、新潟市「ガイナックス新潟」(代表者非公表）、同年11月、京都市「GAINAX京都」(代表・武田康廣）などである。ガイナックスで直前まで取締役を務めた浅尾や武田らは、「エヴァンゲリオンのガイナックス」との関係性を押し出し、地方でビジネスを展開する。また、2016年初頭にガイナックスが農業分野へ参入した際は、公式通販に加え、GAINAX WESTの近くにある「ガイナックス マルシェ」でも自社のトマトを用いた商品の実販売が行われた。

### 2016年：カラーへの使用料支払い遅延と貸付金支払い訴訟
だが、ガイナックスの放漫経営は依然として続く。ガイナックスが「エヴァンゲリオン」関係の商品化に伴うロイヤリティからカラーへ使用料を支払う契約だったが、2012年から支払いが滞るようになり、ガイナックス社長の山賀と取締役の武田がカラー代表の庵野に相談し、使用料を分割で支払うことになった。
だが、2014年に武田は「あと3日のうちに1億円貸してくれ」と庵野へ資金の借り入れを申し込んだ。庵野は、カラーから無利子無担保で1億円を貸し付けたが、ガイナックスの経営状況に危機感を覚えたこともあり、『エヴァンゲリオン』の商品化窓口やロイヤリティー分配業務移譲のスケジュールを当初の申し合わせから1年前倒しにすることを条件とした。さらに、庵野はカラーの主要スタッフとかかわりの大きい『トップをねらえ!』『トップをねらえ2!』『フリクリ』3作品の原作権の買い取りを山賀らに申し出て、いったんまとまりかけたが、買取額が6倍で提示されたことで頓挫する。
ガイナックスは、2015年5月に、取引銀行の介入で大幅な人員整理を行い、あわせて『フリクリ』はプロダクションI.Gに売却され、さらに多くの作品の権利を他社に売却する。
そして、2016年4月、ガイナックスからカラーへの使用料支払いと返済が滞る。山賀は庵野からの電話やメールの連絡に出なくなった一方、前述のとおり地方にはガイナックスの名を冠した子会社が次々に誕生した。また、「ガイナックス」が外国企業に身売りする話も浮上し、外国企業から庵野にアプローチがあった。庵野は、さらなる支払いの猶予や経営支援も視野に入れ、ガイナックスに経営状況の説明と返済計画の提示を何度か求めたものの、ガイナックスは「経営状況に問題はなく、予定通りに返済する」としか回答しなかった。
「ガイナックス」作品の権利や資料の散逸の懸念から、ついにカラーは2016年8月1日、資料散逸防止の観点からガイナックスに対する債権仮差押えを申し立て、同年8月26日に執行された。しかしその後もガイナックス側から返済計画の提示はなかったため、カラーは同年9月9日、貸付金1億円の支払いを求める貸金返還請求訴訟を東京地方裁判所立川支部に提訴した。
これに対しガイナックスは2016年9月、制作部門のスタッフを全員解雇するとともに、「ガイナックススタジオ」（福島ガイナックス東京スタジオ）に強制移籍させる。同社は、ガイナックス取締役に前年就任した浅尾芳宣が代表を務める「福島ガイナックス」の手で都内に急きょ開設したスタジオになる。さらに同年10月には本社を三鷹市下連雀から武蔵野市御殿山のマンションの一室に移転した上で、訴訟についてカラーと裁判で争う姿勢を示した。そのため、同年12月にガイナックスとカラーの対立が表面化し、全国の注目を集める結果となった。
翌2017年6月、ガイナックスにカラーへ1億円を支払うよう命じる判決が下る。ガイナックスが控訴しなかったため確定した。ガイナックスの年商は2016年7月期で約2億4000万円と2011年7月期の10分の1に激減しており、この裁判の提訴時点で約1億円の債務超過状態にあることも明らかになった。
さらに裁判を通じ、ガイナックスが、過去作品の重要な大量の資料について、制作関係他社やスタッフに無断で、福島ガイナックスに売却していたことが判明する。カラーはこれらを福島ガイナックスから買い戻し、関係各社の了承を得た上で特定非営利活動法人アニメ特撮アーカイブ機構の管理下に置いた。
ガイナックスは、2016年12月、カラーからの貸金返還請求訴訟と自社の経営悪化が明るみに出た後、「米子をはじめ、福島、京都、新潟、GAINAXWEST、それぞれで活動しております各社に対しても、資本関係がない」と表明した。直前までガイナックス取締役だった浅尾、武田、赤井らも無関係を強調する。
なお、福島ガイナックスの代表取締役の浅尾芳宣は、2015年3月にガイナックス取締役に加わった。福島ガイナックスは2015年11月にガイナックスとの資本関係解消したとされるが、浅尾は2016年11月頃まで、ガイナックスの取締役を兼務していた。この間、ガイナックスは、上記のように、福島ガイナックスへ、制作スタッフの強制移籍や制作資料の大量売却を行っていた。
さらに、福島ガイナックスは2018年8月20日、浅尾が代表権を持ったまま木下グループの完全子会社となり、社名を株式会社ガイナに変更する。ガイナは、同年9月、ガイナックスが1992年以来未完のまま放置してきた『蒼きウル』について、山賀を監督・脚本に招き入れて制作すると発表。『トップをねらえ！』シリーズ最新作『トップをねらえ3』や完全新作アニメ『レスキューアカデミア』『あくびをするにはわけがある』の制作も発表した。しかし、それらのガイナックスの資料は後に売却されて、カラーが売却先から買い戻している。

### 2019年：社長の準強制わいせつによる逮捕、役員総入れ替え
ガイナックス草創期からのメンバーで、経営危機を招いた武田は、2016年初めに「GAINAX WEST」代表取締役となるのにあわせてガイナックス取締役を退任する。また代表取締役社長を長く務めてきた山賀も2019年に退任する。代わりに、2015年に浅尾が取締役に就任すると共に、巻智博がプロデューサーとして参加。2016年初め、巻は取締役となる。
巻はパチンコ機やゲームの企画開発の経歴を持つ、アニメーションとは無縁の人物である。巻は、2016年に、自身が代表を務める「株式会社オオカゼノオコルサマ」の経営で、「ガイナックス監修」とうたったコスプレ写真館兼芸能プロダクションを秋葉原に開設する。2018年6月には、ガイナックス子会社として芸能プロダクション「ガイナックスインターナショナル」を設立し、代表に就任する。
そして、2019年10月、巻は山賀から株式の譲渡を受けて、ガイナックス代表取締役に就任する。だが、同年12月に巻は未成年女性への準強制わいせつ容疑で逮捕された。
この事態を受け、同年12月27日にガイナックスの臨時株主総会が開かれ、2020年2月18日、社外から選任された新役員が発表された。代表取締役社長に元ガイナックス版権管理担当で、カラーの版権管理会社「グラウンドワークス」代表を務める神村靖宏が就任したほか、取締役にKADOKAWAアニメ事業局アニメ制作部部長の髙石優子、キングレコード上席執行役員ライツ部の森山敦、トリガー副社長の宇佐義大がそれぞれ就任した。同発表でガイナックスは、本来同社が持つべき資料や知的財産権の散逸状況について確認しているとあわせて説明した。新役員発表に先立ち2月5日には公式グッズの企画販売を行っていた「GAINAX OFFICIAL SHOP」の営業終了も公表され、通販サイトは同月末で閉鎖された。
ガイナックスは、役員の総入れ替え後、制作作品の1つである『パンティ&ストッキングwithガーターベルト』の著作権をトリガーに譲渡するなど、権利関係の整理を進めていく。なお、東京地方裁判所は2020年12月14日、巻の準強制わいせつ容疑について懲役2年6月の実刑判決を言い渡している。

### 2024年：会社破産
2024年6月7日、公式サイトにて5月29日付で会社破産の申立をおこない受理されたことを報告する。あわせて、カラーもプレスリリースを公表し、アニメ関係者への未払いだけでも解消し、知的財産や資料の散逸を防ごうと、ガイナックス社の経営を一新し、支援を視野に検討してきたが、内情を把握した時点で旧経営陣の重ねた債務超過が手の施しようのない状況になっており業務の継続が困難、会社としての負債を返済するための支援も前代表取締役や旧経営陣の個人債務の保障になってしまうとの判断をしたと経過を説明。そして、カラーがガイナックス（GAINAX）の商標、称号を取得管理していると公表。旧経営陣である浅尾らのガイナ・福島ガイナ、武田のGAINAX京都・GAINAX WEST、赤井の米子ガイナックス、ガイナックス新潟などの類似社はガイナックス社と別法人であり、かつ、カラーと上記類似会社との間での商標使用許諾契約は行われていないと発表した。これを受け、ガイナは2025年8月1日に社名を「BENTEN Film」に変更している。

## 歴代代表取締役
1. 岡田斗司夫（1984年 - 1992年）
2. 澤村武伺（1992年 - 2000年）
3. 山賀博之（2000年 - 2019年）
4. 巻智博（2019年）
5. 神村靖宏（2019年 - 2024年）

## 作品履歴

### テレビアニメ
| 開始年 | 放送期間         | タイトル                                                            | 監督 （総監督）       | アニメーション プロデューサー        | 備考                                  |
| ------ | ---------------- | ------------------------------------------------------------------- | --------------------- | ------------------------------------ | ------------------------------------- |
| 1989年 | 10月 - 1990年3月 | 小松左京アニメ劇場                                                  | 西森明良              | N/A                                  | 制作協力：AIC                         |
| 1990年 | 4月 - 1991年4月  | ふしぎの海のナディア                                                | （庵野秀明） 樋口真嗣 | 村浜章司 川人憲治郎                  | 共同制作： グループ・タック、世映動画 |
| 1995年 | 10月 - 1996年3月 | 新世紀エヴァンゲリオン                                              | 庵野秀明              | 植田もとき 内山秀二 山賀博之         | 共同制作：タツノコプロ                |
| 1998年 | 10月 - 1999年3月 | 彼氏彼女の事情                                                      | 庵野秀明 佐藤裕紀     | 阿部倫久 松倉友二 佐藤裕紀 →神村靖宏 | 共同制作：J.C.STAFF                   |
| 2001年 | 10月 - 12月      | まほろまてぃっく                                                    | 山賀博之              | 関戸雄一 佐藤裕紀 久保田光俊         | 共同制作：シャフト                    |
| 2002年 | 4月 - 6月        | アベノ橋魔法☆商店街                                                 | 山賀博之              | 丸山正雄 佐藤裕紀                    | 共同制作：マッドハウス                |
| 2002年 | 9月 - 2003年1月  | まほろまてぃっく〜もっと美しいもの〜                                | 山賀博之              | 関戸雄一 佐藤裕紀 久保田光俊         | 共同制作：シャフト                    |
| 2002年 | 9月 - 2003年3月  | ぷちぷり*ユーシィ                                                   | 大塚雅彦              | 佐藤裕紀 福家日左夫                  | 共同制作：AIC                         |
| 2003年 | 8月14日          | まほろまてぃっく夏のTVスペシャル「えっちなのはいけないと思います!」 | 佐伯昭志              | 関戸雄一 佐藤裕紀 久保田光俊         | 共同制作：シャフト                    |
| 2004年 | 4月 - 6月        | この醜くも美しい世界                                                | 佐伯昭志              | 久保田光俊                           | 共同制作：シャフト                    |
| 2005年 | 4月 - 6月        | これが私の御主人様                                                  | 佐伯昭志              | 久保田光俊                           | 共同制作：シャフト                    |
| 2007年 | 4月 - 9月        | 天元突破グレンラガン                                                | 今石洋之              | 武田康廣 赤井孝美                    |                                       |
| 2008年 | 10月 - 12月      | 屍姫 赫                                                             | むらた雅彦            | 白石直子 瀧ケ崎誠                    | 共同制作：feel.                       |
| 2009年 | 1月 - 3月        | 屍姫 玄                                                             | むらた雅彦            | 白石直子 瀧ケ崎誠                    | 共同制作：feel.                       |
| 2009年 | 10月             | まほろまてぃっく特別編 ただいま◆おかえり                            | 佐伯昭志              | 関戸雄一 小倉充俊                    |                                       |
| 2010年 | 1月 - 3月        | はなまる幼稚園                                                      | 水島精二              | 白石直子                             | 制作協力：GANSIS                      |
| 2010年 | 10月 - 12月      | パンティ&ストッキングwithガーターベルト                             | 今石洋之              | 舛本和也                             |                                       |
| 2011年 | 7月 - 9月        | ダンタリアンの書架                                                  | 上村泰                | 白石直子 高橋祐一                    |                                       |
| 2012年 | 4月 - 6月        | めだかボックス                                                      | 佐伯昭志              | 高橋祐一                             |                                       |
| 2012年 | 10月 - 12月      | めだかボックス アブノーマル                                         | 佐伯昭志              | 高橋祐一                             |                                       |
| 2013年 | 7月 - 9月        | ステラ女学院高等科C3部                                              | 川尻将由              | 高橋祐一                             |                                       |
| 2014年 | 4月 - 9月        | 魔法少女大戦                                                        | 大野木彩乃            | 清原良太                             |                                       |
| 2015年 | 4月 - 6月        | 放課後のプレアデス                                                  | 佐伯昭志              | 高橋祐一                             |                                       |

### 劇場アニメ
| 公開年 | タイトル                                                            | 監督 （総監督）              | アニメーション プロデューサー | 備考                                          |
| ------ | ------------------------------------------------------------------- | ---------------------------- | ----------------------------- | --------------------------------------------- |
| 1987年 | 王立宇宙軍 オネアミスの翼                                           | 山賀博之                     | 井上博明                      |                                               |
| 1989年 | トップをねらえ!                                                     | 庵野秀明                     | 井上博明                      | 第3巻先行上映、制作協力：ファンタジア         |
| 1991年 | おたくのビデオ                                                      | もりたけし                   | 村浜章司                      | 第2巻先行上映、制作協力：スタジオファンタジア |
| 1997年 | 新世紀エヴァンゲリオン劇場版 シト新生                               | （庵野秀明） 摩砂雪 鶴巻和哉 | 石川光久                      | 共同制作：タツノコプロ、Production I.G        |
| 1997年 | 新世紀エヴァンゲリオン劇場版 Air/まごころを、君に                   | （庵野秀明） 鶴巻和哉        | 石川光久                      | 共同制作：Production I.G                      |
| 1998年 | 新世紀エヴァンゲリオン劇場版 DEATH (TRUE)² / Air / まごころを、君に | N/A                          | 石川光久                      | 共同制作：Production I.G                      |
| 2003年 | ワンダフルデイズ                                                    | キム・ムンセン               | 武田康廣                      | 日本語吹替版制作及び配給                      |
| 2006年 | トップをねらえ!&トップをねらえ2! 合体劇場版!!                       | 鶴巻和哉                     | N/A                           | 再編集版                                      |
| 2008年 | 劇場版 天元突破グレンラガン 紅蓮篇                                  | 今石洋之                     | N/A                           | 再編集版                                      |
| 2009年 | 劇場版 天元突破グレンラガン 螺巌篇                                  | 今石洋之                     | 武田康廣                      | 再編集版                                      |
| 2020年 | トップをねらえ! OVA前編/OVA後編                                     | N/A                          | 井上博明                      | 配給：バンダイナムコアーツ                    |
| 2023年 | トップをねらえ2! OVA前編/OVA後編                                    | N/A                          | 佐藤裕紀                      | 配給：バンダイナムコフィルムワークス          |

### OVA
| 発売年 | タイトル                                                          | 監督       | アニメーション プロデューサー | 備考                                         |
| ------ | ----------------------------------------------------------------- | ---------- | ----------------------------- | -------------------------------------------- |
| 1988年 | アップルシード                                                    | 片山一良   | N/A                           | 制作協力：AIC、センテスタジオ                |
| 1988年 | トップをねらえ!                                                   | 庵野秀明   | 井上博明                      | - 1989年、制作協力：スタジオ・ファンタジア   |
| 1989年 | ビートショット!!                                                  | 秋本孝志   | N/A                           |                                              |
| 1990年 | 哭きの竜                                                          | 出﨑哲     | 井上博明 →村浜章司 松崎義之   | - 1991年、共同制作：マジックバス             |
| 1991年 | おたくのビデオ                                                    | もりたけし | 村浜章司                      | 制作協力：スタジオ・ファンタジア             |
| 1991年 | 続・おたくのビデオ                                                | もりたけし | 村浜章司                      | 制作協力：スタジオ・ファンタジア             |
| 1991年 | 炎の転校生                                                        | 西島克彦   | 村松章司 飯塚智久             | 制作協力：スタジオ・ファンタジア             |
| 1991年 | マネーウォーズ 狙われたウォーターフロント計画                     | 古川順康   | N/A                           |                                              |
| 2000年 | フリクリ                                                          | 鶴巻和哉   | 西沢正智 佐藤裕紀             | - 2001年、共同制作：プロダクション・アイジー |
| 2004年 | トップをねらえ2!                                                  | 鶴巻和哉   | 佐藤裕紀                      | - 2006年                                     |
| 2007年 | 天元突破グレンラガン 俺のグレンはピッカピカ!!                     | 今石洋之   | N/A                           |                                              |
| 2008年 | グレパラ 〜グレンラガン パラレルワークス〜                        | N/A        | N/A                           |                                              |
| 2009年 | 天元突破グレンラガン キラメキ☆ヨーコBOX 〜Pieces of sweet stars〜 | N/A        | N/A                           |                                              |
| 2010年 | グレンラガン パラレルワークス2                                    | N/A        | N/A                           |                                              |

### Webアニメ
- 放課後のプレアデス（2011年、共同制作：スバル）

### ミュージッククリップ
- Marionette・BOØWY（1987年、アニメーションパート、監督：北久保弘之）
- DATA NO.6・FENCE OF DEFENSE（1989年）
- GUITARHYTHM・布袋寅泰（1989年）

### 実写作品
- 大特撮巨編ネギマン（2011年）
- エアーズロック[61]（2012年）

### 制作協力
| 年     | タイトル                             | 制作元請                         | 備考                                                   |
| ------ | ------------------------------------ | -------------------------------- | ------------------------------------------------------ |
| 1988年 | 機動戦士ガンダム 逆襲のシャア        | サンライズ                       | メカニカルデザイン                                     |
| 1988年 | AKIRA                                | 東京ムービー新社                 | 動画協力                                               |
| 1989年 | 超神伝説うろつき童子3 - 完結地獄篇   | フェニックス・エンタテインメント | 動画                                                   |
| 1990年 | サーキットの狼II モデナの剣          | スタジオG7                       | 制作                                                   |
| 1992年 | KO世紀ビースト三獣士                 | アニメイトフィルム、ゼロGルーム  | 制作協力                                               |
| 1999年 | メダロット                           | ビィートレイン                   | - 2000年、各話制作協力                                 |
| 1999年 | おるちゅばんエビちゅ                 | グループ・タック                 | 製作                                                   |
| 1999年 | 小梅ちゃんが行く!!                   | グループ・タック                 | 製作                                                   |
| 1999年 | 愛の若草山物語                       | グループ・タック                 | 製作                                                   |
| 2003年 | サブマリン707R                       | グループ・タック                 | 制作協力                                               |
| 2004年 | 忘却の旋律                           | J.C.STAFF                        | 原作・製作                                             |
| 2004年 | Re:キューティーハニー                | 東映アニメーション               | アニメーション制作協力                                 |
| 2005年 | シュガシュガルーン                   | ぴえろ                           | - 2006年、各話制作協力、オープニング・エンディング制作 |
| 2005年 | BLACK CAT                            | GONZO                            | - 2006年、各話制作協力                                 |
| 2005年 | BLOOD+                               | Production I.G                   | - 2006年、各話制作協力                                 |
| 2007年 | 電脳コイル                           | マッドハウス                     | 各話制作協力                                           |
| 2007年 | PRISM ARK                            | FRONTLINE                        | 各話制作協力                                           |
| 2008年 | 俗・さよなら絶望先生                 | シャフト                         | 各話制作協力                                           |
| 2008年 | ロザリオとバンパイア                 | GONZO                            | 各話制作協力                                           |
| 2008年 | 薬師寺涼子の怪奇事件簿               | 動画工房                         | 各話制作協力                                           |
| 2008年 | ひだまりスケッチ×365                 | シャフト                         | 各話制作協力                                           |
| 2008年 | ミチコとハッチン                     | マングローブ                     | 各話制作協力                                           |
| 2009年 | ヤッターマン（第2作）                | タツノコプロ                     | 各話制作協力                                           |
| 2010年 | WORKING!!                            | A-1 Pictures                     | 各話制作協力                                           |
| 2010年 | kiss×sis                             | feel.                            | 各話制作協力                                           |
| 2012年 | バックステージ・アイドル・ストーリー | 吉祥寺トロン                     | 各話制作協力                                           |
| 2014年 | 花物語                               | シャフト                         | 各話制作協力                                           |
| 2014年 | 憑物語                               | シャフト                         | 各話制作協力                                           |

### その他の作品
- ゲッツェンディーナー（キャラクターデザイン）
- 武蔵伝II ブレイドマスター（オープニングムービー）
- ZOIDS 帝国VS共和国 メカ生体の遺伝子（オープニング・エンディングムービー）
- ハンサムケンヤ『ブラックフレーム』（ジャケット・歌詞カード内イラスト）

## ゲームソフトウェア
ゲームの他にもCG集やデスクトップアクセサリー集なども発売。他社からも版権作品が発売されている。
- 電脳学園
  - 電脳学園シナリオI Ver2.0
  - 電脳学園II ハイウェイバスター!!
  - 電脳学園III トップをねらえ!
  - 電脳学園IV エイプハンターJ
- バトルスキンパニック -全裸戦士-（PC-8801 ソフトベンダーTAKERU専売 1990年12月15日発売）
  - SUPERバトルスキンパニック（PC-9801 1991年2月8日発売）
  - MIGHTYバトルスキンパニック（MSX2 1993年2月5日発売）
  - バトルスキンパニック9821（PC-9821 1993年9月21日発売）
- サイレントメビウス/サイレントメビウス CASE:TITANIC
- プリンセスメーカー
  - プリンセスメーカー2
  - プリンセスメーカー ゆめみる妖精
  - プリンセスメーカー4
  - プリンセスメーカー5
- エヴァンゲリオン関連
  - 新世紀エヴァンゲリオン 鋼鉄のガールフレンド
  - 新世紀エヴァンゲリオン エヴァと愉快な仲間たち
  - エヴァと愉快な仲間たち 脱衣補完計画!
  - シンジと愉快な仲間たちシリーズ
  - 新世紀エヴァンゲリオン 綾波育成計画
  - 新世紀エヴァンゲリオン 鋼鉄のガールフレンド2nd
  - 新世紀エヴァンゲリオン タイピング-E計画
  - 新世紀エヴァンゲリオン タイピング補完計画
  - 新世紀エヴァンゲリオン 碇シンジ育成計画
- あにまる・まぐねてぃずむ ぽちのだいすき

Windows 95/98 2000年3月17日発売 原画 - 斉藤友之
- アリシアドラグーン（ゲームアーツとの共同開発、メガドライブ用ソフト）
- ガイナックス連続殺人事件（エロ）

Windows 95/98 2000年7月24日発売 原画 - 今井ひづる
- 蒼きウル コンバットフライトシミュレータ プレーン&ミッションモジュール
- トップをねらえ!タイピングガンバスター
- まほろまてぃっく☆あどべんちゃー
- グラップルガイア -女王の翼冠（ウィングクラウン）-

WindowsSE/Me/2000/XP 2004年8月13日コミケ販売 キャラデザ - 吉崎観音/赤井孝美/かのえゆうし/toi8 OP音楽 - 葉山宏治
声：パトリシア - 吉住梢、ニーナ - 門脇舞、ミリアム - 中原麻衣、シャルロッテ - 今井麻美

## 関連人物

### 役員
2020年2月時点。
代表取締役
- 神村靖宏

取締役
- 髙石優子
- 森山敦
- 宇佐義大

監査役
- 林伸彦

### アニメーター・演出家
- 赤井孝美
- 赤井俊文
- 雨宮哲
- 安藤健
- 庵野秀明
- 板垣伸
- 今石洋之
- 尾石達也
- 大塚雅彦
- 小倉陣利
- 久保田誓
- 黒田和也
- 小竹歩
- 佐伯昭志
- 貞方希久子
- 貞本義行
- 柴田由香
- すしお
- 高橋タクロヲ
- 高村和宏
- 富田浩章
- 中山勝一
- 錦織敦史
- 鶴巻和哉
- 林明美
- 平田雄三
- 平松禎史
- 山口智
- 吉成曜
- 芳垣裕介
- 守岡英行
- もりたけし
- 本村晃一
- 摩砂雪
- 今掛勇
- 本田雄
- 前田真宏
- 松原秀典
- 窪岡俊之
- 桑名郁朗
- 上村泰
- 長谷川ひとみ

### 制作
- 岡田斗司夫（創業者、元代表取締役社長）
- 山賀博之（創業者、元代表取締役社長）
- 井上博明（創業者、元副社長）
- 村濱章司
- 白石直子（現：ミルパンセ代表取締役）
- 村松京子

### その他の人物
- 佐々木洋
- 巻智博（元代表取締役社長）
- 樋口真嗣
- 高橋けんじ
- 加藤正人
- 武田康廣（元取締役）
- 瀬古浩司